# آرک‌دیلی
آرک‌دیلی (انگلیسی: ArchDaily) یک وبلاگ است که اخبار، پروژه‌ها، رویدادها، مصاحبه‌ها و مسابقاتِ معماری را پوشش می‌دهد.

## شرح
آرک‌دیلی با بیش از ۵۰۰٬۰۰۰ خواننده در روز و حدود ۱۶۰ میلیون نمایش صفحه در ماه (از سال ۲۰۱۶)، پربازدیدترین وبگاه معماری در سطح جهان است. این وبگاه که در مارس ۲۰۰۸ توسط داوید بَسولتو و داوید اَسائِل تأسیس شد، شامل سه وبگاه منطقه‌ای به اسپانیایی (Plataforma Arquitectura ،ArchDaily México ،ArchDaily Colombia و ArchDaily Perú)، پرتغالی (ArchDaily Brasil) و چینی (ArchDaily China) است. آرک‌دیلی با جایزهٔ معماری پریتزکر همکاری می‌کند و یکی از ۵ فینالیستِ جایزهٔ بهترین مجلهٔ برخط در جوایز اوپن وبِ مشیبل در سال ۲۰۰۹ بود.

## کارکنان و مشارکت‌کنندگان
سردبیر وبگاه داوید بسولتو است که در سمت مدیرعامل نیز مشغول به کار است و داوید اسائل مدیر ارشد استراتژی گروه است.

## جایزهٔ ساختمان سال
هر سال، آرک‌دیلی جایزهٔ ساختمان سال را برگزار می‌کند. برندگان این جوایز با رای ۶۰٬۰۰۰ معمار که عضو این وبگاه هستند برگزیده می‌شوند و نتایج تحت پوشش گسترده‌ای در رسانه‌ها قرار می‌گیرند.